# Am Fluss (1979)
Am Fluss ist ein Film des DEFA-Studios für Dokumentarfilme von Volker Koepp aus dem Jahr 1979. 

## Handlung
Der Rentner Albert Miklei zieht 1927 nach Kienitz an der Oder, um hier zu heiraten und als Fährmann zu arbeiten. Er lernt seine Frau kennen, als er in einem Kienitzer Hotel als Dachdecker arbeitet und sie immer auf dem Hof beobachtet. Den Beruf des Fährmanns muss er aufgeben, da nach dem Zweiten Weltkrieg die andere Seite der Oder nicht mehr zu Deutschland gehört. Das Ehepaar kann sich noch genau an die ersten Soldaten der Roten Armee erinnern, die sie in Ruhe lassen und nur schnell nach Berlin wollen. Doch die deutsche Luftwaffe will verhindern, dass der gegnerische Brückenkopf ausgebaut werden kann und reagiert mit Angriffen auf den Oderübergang und die Umgebung. Neben vielen deutschen Zivilisten verlieren hier innerhalb der nächsten drei Monate auch deutsche Wehrmachtsangehörige und über 30 000 sowjetische Soldaten ihr Leben. Albert Miklei und sein 16-jähriger Sohn kommen in sowjetische Kriegsgefangenschaft.
Der ehemalige Bauer Fritz Hans erzählt von seinem Hobby, dem Sammeln von Blättern verschiedener Pflanzen. Er hat sich auch in den Kopf gesetzt, an jeder möglichen Stelle in der Gegend Bäume zu pflanzen. Fritz kommt im Januar 1946 von seinem ehemaligen Wohnort Bärwalde auf der heute zu Polen gehörenden Seite nach Neulietzegöricke. Sein ehemaliges Haus wurde für den Wiederaufbau Warschaus abgerissen, hier im Oderbruch bekommt er durch die Bodenreform ein Stück Land, muss aber umlernen, denn die Böden benötigen eine andere Bewirtschaftung als die, die er bisher bekannte. Nach mehreren Besuchen in der alten Heimat kommt er zu dem Schluss, dass er nicht wieder zurück möchte.
Der Traktorist der LPG Groß Neuendorf Ottmar Krause erzählt, dass er im Gegensatz zu vielen anderen Jugendlichen gern auf dem Dorf lebt. Er verbrachte seine Armeezeit in einer Stadt und kann daran keinen Gefallen finden. Ottmar wohnt zwischen den großen Feldern im Ausbau des Dorfes mit seinem Bruder bei der Großmutter Hildegard Baumann, die 1953 die LPG mitbegründete. Der Bruder ist Elektronikfacharbeiter in Frankfurt (Oder) und kommt nur am Wochenende nach Hause. Zur Oma sind die beiden Brüder gezogen, da ihre Mutter starb und der geschiedene Vater sie in ein Heim stecken wollte. 
In der ehemaligen Maschinen-Traktoren-Station (MTS) Kienitz befindet sich ein Betriebsteil der Schuhfabrik Goldpunkt. Ein großer Teil der überwiegend jungen Frauen hat bereits hier den Berufsabschluss gemacht. Es ist in der Gegend der einzige Betrieb, in dem man arbeiten kann, wenn man nicht in die Landwirtschaft möchte. Mit den Möglichkeiten zur Freizeitgestaltung sieht es sehr schlecht aus, denn außer Tanzen gehen, Baden, Schlitten fahren und Schmusen mit dem Freund gibt es nicht viel zu tun.

## Produktion und Veröffentlichung
Am Fluss wurde von der Künstlerischen Arbeitsgruppe (KAG) document unter dem Arbeitstitel Landschaften 3 auf ORWO-Color gedreht und hatte seine Uraufführung am 13. Juli 1979.   
Die Dramaturgie lag in den Händen von Wolfgang Geier.

## Kritik
Im Neuen Deutschland schrieb Henryk Goldberg in seinem Beitrag vom 2. Nationalen Festival der Dokumentar- und Kurzfilme der DDR in Neubrandenburg:

„Koepp suchte „Geschichte und Geschichten an der Oder“. Mit dieser Absicht war die inhaltliche Konzeption seiner Arbeit augenscheinlich zu weit gefaßt. Bei allen interessanten Momentaufnahmen, die Aspekte unserer Wirklichkeit reflektieren, uferte der Film aus, wurde unscharf. Hinzu kamen offensichtliche Eingriffe des Regisseurs, der die von ihm Befragten mitunter regelrecht in Szene setzte.“